# Арефино (Большесельский район)
В Ярославской области ещё три населённых пункта с таким названием, один в Некрасовском и два в Рыбинском районах.
Арефино — деревня в Большесельском сельском поселении Большесельского района Ярославской области.

## Население
По данным статистического сборника «Сельские населенные пункты Ярославской области на 1 января 2007 года», в деревне Арефино проживает 7 человек. По топокарте 1975 года в деревне проживало 9 человек  .

## География
Деревня находится на восток от районного центра Большое Село, к юго-западу от Варегова болота. Она стоит на автомобильной дороге из Ярославля на Большое Село. Деревня расположена левом берегу безымянного ручья, правого притока  Юхоти. На расстоянии около 1 км к западу от Арефино, в сторону Большого Села, на дороге стоит деревня Николаевское. На расстоянии около 3 км в противоположную сторону на дороге стоит деревня Ильицино. В Арефино начинается дорога длиной около 3 км, ведущая в южном направлении к деревне Миглино .

## История
Деревня Арефина указана на плане Генерального межевания Борисоглебского уезда 1792 года. В 1825 Борисоглебский уезд был объединён с Романовским уездом. По сведениям 1859 года деревня относилась к Романово-Борисоглебскому уезду .